# Liste der Kulturgüter in Duggingen
Die Liste der Kulturgüter in Duggingen enthält alle Objekte in der Gemeinde Duggingen im Kanton Basel-Landschaft, die gemäss der Haager Konvention zum Schutz von Kulturgut bei bewaffneten Konflikten, dem Bundesgesetz vom 20. Juni 2014 über den Schutz der Kulturgüter bei bewaffneten Konflikten sowie der Verordnung vom 29. Oktober 2014 über den Schutz der Kulturgüter bei bewaffneten Konflikten unter Schutz stehen.
Objekte der Kategorien A und B sind vollständig in der Liste enthalten, Objekte der Kategorie C fehlen zurzeit (Stand: 1. Januar 2023).

## Kulturgüter
| Foto |                                                                                           | Objekt                                                          | Kat. | Typ | Standort                     | Beschreibung |
| ---- | ----------------------------------------------------------------------------------------- | --------------------------------------------------------------- | ---- | --- | ---------------------------- | ------------ |
| ja   | Datei hochladen · Wikidata zu Schloss Angenstein (Q537748)                                | Schloss Angenstein KGS-Nr.: 01420                               | A    | G   | Angenstein 1 612535 / 256960 |              |
| ja   | Datei hochladen · Wikidata zu Bärenfels (Eschberg), mittelalterliche Burgruine (Q1011258) | Bärenfels (Eschberg), mittelalterliche Burgruine KGS-Nr.: 01421 | B    | F   | 613211 / 256970              |              |